# 奧氏裸頂鯛
奧氏裸頂鯛，為輻鰭魚綱鱸形目鱸亞目龍占魚科的其中一種，分布於西太平洋區的澳洲海域，棲息深度8-40公尺，本魚體色為銀色或白色，背部淺棕色或橄欖，兩側有褐色斑點，形成縱行，魚鰭淡黃色，背鰭硬棘10枚，背鰭軟條10枚，臀鰭硬棘3枚，臀鰭軟條9-10枚，體長可達40公分，棲息在珊瑚礁附近的沙石底質海域，屬肉食性，以無脊椎動物為食，可做為食用魚。

## 擴展閱讀
維基物種上的相關：奧氏裸頂鯛